# Coeliccia coomansi
Coeliccia coomansi là loài chuồn chuồn trong họ Platycnemididae. Loài này được Lieftinck mô tả khoa học đầu tiên năm 1940.